# Igreja Evangélica Reformada de Angola
A Igreja Evangélica Reformada de Angola (IEPA) é uma denominação cristã protestante reformada, formada em Angola, em 1925, a partir da fusão de missões da Igreja Reformada Suíça e Igreja da Inglaterra no país.

## História
Em 1922, o missionário Archibald Patterson, enviado pela Igreja da Inglaterra iniciou a plantação de igrejas em Angola. Posteriormente, missionário da Igreja Reformada Suíça se estabeleceram no país. Em 1925, as duas missões se uniram e formaram a Igreja Evangélica Reformada de Angola (IERA), na Província do Uíge (norte). Durante a Guerra de Independência de Angola a igreja sofreu severa perseguição das autoridades portuguesas. Suas propriedades foram destruídas e muitos membros se esconderam ou fugiram para países vizinhos. Após a independência, as paróquias foram gradualmente reconstituídas e a igreja voltou a funcionar.
Em 1977, a IERA e outras igrejas fundaram o Conselho das Igrejas Evangélicas em Angola e a IERA tornou-se membro do Seminário Unido Emmanuel no Huambo, que se tornaria posteriormente a Universidade Protestante de Angola. A igreja também criou seu próprio instituto bíblico.
A denominação se distanciou do anglicanismo e se definiu cada vez mais dentro da Fé Reformada, embora uma minoria dentro de suas igrejas tenha continuado a se considerar anglicana Em 1984, um grupo de membros se separou e formou a Igreja Presbiteriana de Angola.
A partir de 2010, a denominação tornou-se ativa na conscientização e combate ao contágio de AIDS em Angola.
Em 2022, a denominação tinha 666 igrejas, com cerca de 300.000 membros.

## Doutrina
A Igreja Evangélica Reformada de Angola subscreve o Credo dos Apóstolos, Catecismo de Heidelberg e Segunda Confissão Helvética. Além disso, permite a ordenação de mulheres.

## Organizações inter-eclesiásticas
A igreja é membro do Concílio Mundial das Igrejas e Comunhão Mundial das Igrejas Reformadas.